# Apolo y Diana (Jacopo de' Barbari)
Apolo y Diana es un grabado sobre cobre del artista renacentista veneciano Jacopo de'Barbari que data aproximadamente de 1503-1504.

## Historia
La obra es emblemática de la emulación que surgió entre Alberto Durero y Jacopo de'Barbari, grabando cada uno de ellos una placa dedicada a la pareja fraternal de la mitología antigua donde Apolo aparece de pie, tensando su arco, mientras Diana es acompañada por un ciervo.

## Descripción
En comparación con Durero, las figuras aparecen más alejadas y Jacopo de' Barbari acentúa la dimensión cosmológica de su escena: su Apolo es el radiante dios del sol y se encuentra de pie sobre una gran esfera cubierta de constelaciones, a punto de disparar su flecha. Detrás del etéreo globo celeste, Diana de espaldas dirige su atención al ciervo ante ella, cuyos cuernos debido a la superposición parecen surgir de la cabeza de la diosa, entre los que brilla su atributo, una diminuta luna llena. La imagen representa el momento en que la noche (Diana) da paso al día (Apolo).
Arriba en la esquina superior izquierda, el emblema del artista, el caduceo de Mercurio.